# Shanghai (film 1935)
Shanghai è un film del 1935, diretto da James Flood e prodotto dalla Paramount Pictures.

## Trama
La storia d'amore tra Barbara Howard e Dimitri Koslov che si rivela molto complicata sino a divenire una sorta di dramma.

## Produzione
La sceneggiatura è stata scritta da C. Graham Baker, Lynn Starling e Gene Towne.

## Distribuzione
Il film è stato distribuito dalla Paramount il 19 luglio 1935 negli Stati Uniti d'America, e il giorno seguente è stato proiettato a New York per un pubblico esclusivo.

## Remake
Nel 2008 è stato girato una sorta di remake a opera del regista svedese Mikael Håfström, con principali interpreti John Cusack, Li Gong, Ken Watanabe, Rinko Kikuchi e Chow Yun-Fat.